# Balázs Hankó
Balázs Zoltán Hankó (maďarsky Hankó Balázs Zoltán; * 20. březen 1978, Salgótarján) je maďarský farmaceut, zdravotnický manažer, univerzitní pedagog, státní tajemník na ministerstvu, od 1. července 2024 ministr kultury a inovací.

## Biografie
Narodil se roku 1978 ve městě Salgótarján v tehdejší . Odmaturoval na Török Ignác Gimnázium ve městě Gödöllő. Poté absolvoval studium farmacie na Semmelweis Egyetem v Budapešti.
V letech 2020 až 2022 působil na ministerstvu inovací a technologií a poté na ministerstvu kultury a inovací, jako náměstek státního tajemníka pro vysoké školství. Od 1. prosince 2022 byl státním tajemníkem ministerstva odpovědným za vysoké školství, inovace, odbornou přípravu a vzdělávání dospělých.
V roce 2023 získal vysokoškolský učitelský titul.
V červnu 2024 požádal premiér Viktor Orbán, aby Hankó ode dne 1. července 2024 vedl ministerstvo kultury a inovací.

## Soukromý život
Je ženatý a má čtyři děti.